# Otto Chaloupka
Otto Chaloupka (* 3. září 1960 Hodonín) je český podnikatel a politik, v letech 2010 až 2013 poslanec za stranu Věci veřejné. Poslancem Poslanecké sněmovny Parlamentu České republiky byl zvolen ve volbách 2010 v Jihomoravském kraji. Od února 2014 do února 2015 zastával pozici předsedy strany Republika, dále pak působil jako místopředseda strany.

## Politika

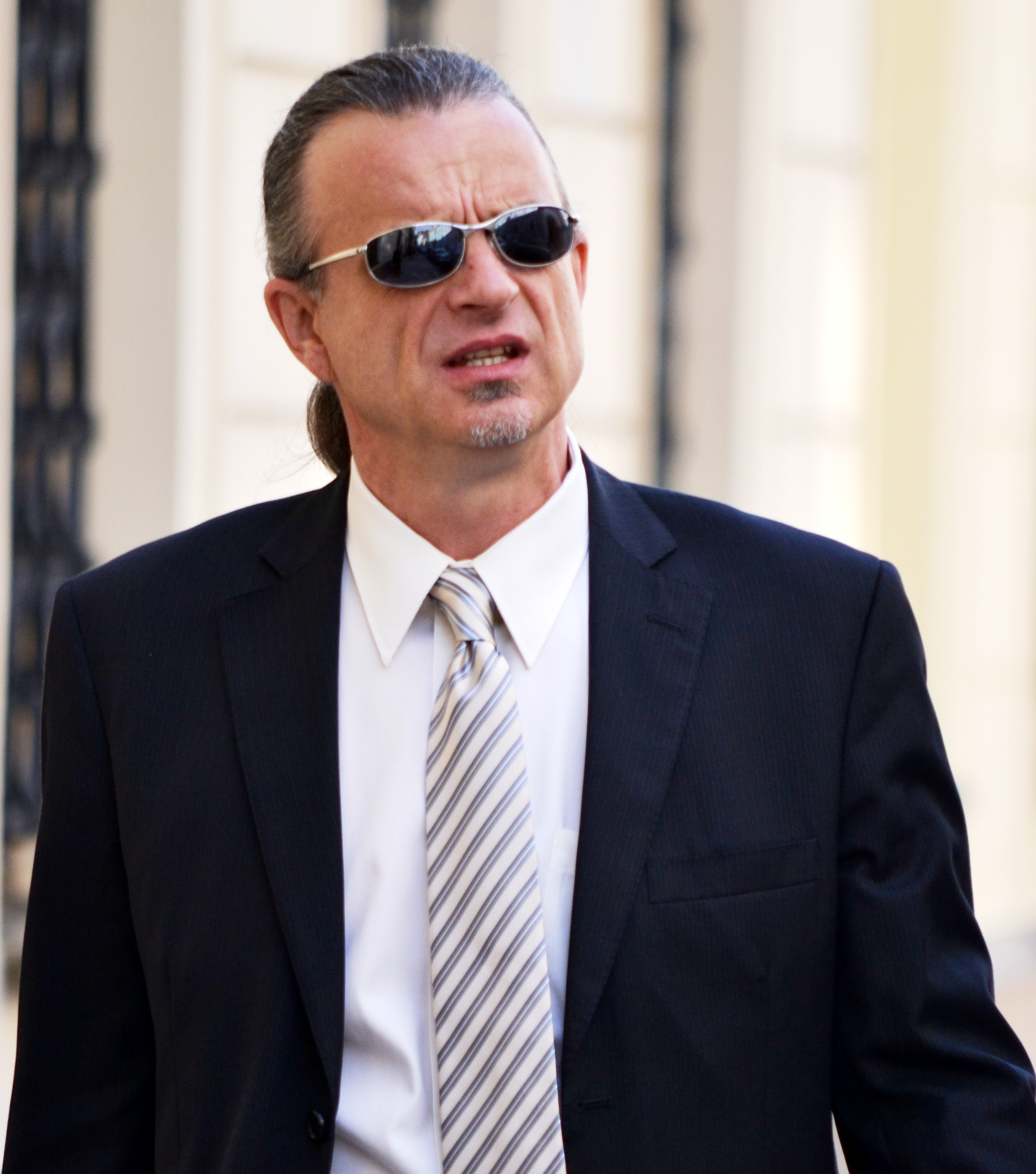
Otto Chaloupka v srpnu roku 2013

V dubnu 2011 obvinil poslance Chaloupku jeho poslanecký asistent Vratislav Vařejka, že ho nutí odevzdávat dvě třetiny výplaty. Z asistentova platu 30 tisíc korun mělo Vařejkovi zůstat jenom 10 tisíc korun, zbývajících 20 tis. korun měl Chaloupka použít ve prospěch strany Věci veřejné nebo na charitativní akce strany. Jako důkaz zveřejnil Vratislav Vařejka, podezřívající jej ze zneužití prostředků pro jeho vlastní potřebu, záznam jejich telefonického rozhovoru. Podle Chaloupky, který popírá osobní obohacení těmito prostředky, Vařejka podle domluvy splácel svou část nákladů na osobní propagaci v předvolební kampani a pokouší se Chaloupkovi pomstít za svoje propuštění. Okresní soud Chaloupku zprostil obžaloby v plném rozsahu.
Některá jeho vyjádření směrem k Romům označil zpravodajský server Lidovky.cz za „lehce rasistická“. Na svém facebookovém profilu zveřejnil například, že „nechce, aby to u nás s menšinami došlo tak daleko, aby [...] se ve školách povinně vyučovala romština, na úřadech se vystavovaly dokumenty v romštině“ nebo „tady je Česká republika, tady se bude mluvit česky a tady se budeme chovat všichni slušně“. Kromě toho prohlásil, že romští předáci „jsou stejní paraziti na romské komunitě, jako je romská komunita parazitem na většinové společnosti“, a v reakci na výzvu romského předáka Františka Tomáše, aby starostka Duchcova přišla na romský mítink, se vyjádřil, „ještě pár takovýchto cikánských provokací a začne mazec. A pak je neochrání ani těžkooděnci.“.
V listopadu 2013 spoluzaložil novou stranu Republika, v únoru 2014 byl na její ustavující konferenci zvolen předsedou. Ve volbách do Evropského parlamentu v roce 2014 kandidoval jako lídr strany Republika, ale neuspěl (Republika získala pouze 0,14 % procent hlasů a do EP se nedostala). Ve volbách do Senátu PČR v roce 2014 kandidoval za stranu Republika v obvodu č. 30 – Kladno. Se ziskem 2,50 % hlasů skončil na 8. místě a nepostoupil tak ani do kola druhého. V únoru 2015 neobhájil na II. celostátní konferenci strany Republika post předsedy a dále pokračoval jako místopředseda.
V roce 2016 rezignoval na funkci místopředsedy strany Republika a ve straně přerušil i členství. V dubnu 2017 ohlásil kandidaturu na post prezidenta ČR ve volbách v roce 2018, ale kandidátem se nestal.